# Biokinergie
La biokinergie est une approche de médecine non conventionnelle dérivée de l'ostéopathie, inventée dans les années 1980 par le kinésithérapeute-ostéopathe français Michel Lidoreau. Elle est considérée d'un point de vue médical comme une pseudo-médecine, c’est-à-dire une médecine non basée sur des preuves scientifiques, et dont les évaluations scientifiques n'ont jamais conclu à une efficacité tangible. Le conseil national de l'ordre des masseurs kinésithérapeutes considère que son utilisation par un masseur-kinésithérapeute constitue une dérive thérapeutique et ne peut pas être présentée comme salutaire et sans danger. 

## Histoire
Michel Lidoreau aurait élaboré cette technique en « soignant ses patients ». Il fonde en 1989 le Centre d'enseignement et de recherche en biokinergie, dispensant de la formation à cette technique.

## Principes théoriques
La biokinergie se trouve au carrefour d'un « agglomérat de techniques éparses » et fait appel à des éléments physiopathologiques théoriques non démontrés tels que les « points d’enroulement biokinergétiques » appelés également « enroulements biokinergiques spiralés et perpendiculaires à l’axe du corps ». Depuis sa création il y a trente ans, la biokinergie continue de s'appuyer sur des fondements non scientifiquement établis. N'ayant pas fait la preuve de son efficacité,  elle ne se distingue pas de nombreuses autres pseudo-médecines.

## Évaluation scientifique
Les hypothèses données pour expliquer le mécanisme de fonctionnement de cette pratique ne correspondent à aucune donnée physiologique humaine ou animale. Deux protocoles ont été mis en place afin d'étudier l'efficacité de la biokinergie. 
Le premier avait pour objectif d’évaluer l’efficacité d’une séance de biokinergie sur l’aptitude physique de sujets entraînés. Cette étude comporte malheureusement de nombreux biais, parmi lesquels :  
- le faible nombre de sujets inclus ne permettant pas d'envisager un réel traitement statistique ;
- un non-respect des conditions d’utilisation du test statistique utilisé (normalité des variables et l’égalité des variances) ;
- le manque de précision concernant les modalités des séances de traitement.

Le second article avait pour objectif d'évaluant l'effet d'une séance de biokinergie sur la performance sportive.
Les auteurs ont conclu de ces résultats pourraient légèrement influencer les performances maximales pendant un exercice progressif. Ils ont toutefois souligné que leurs résultats doivent être pris avec précaution vu la faiblesse des modifications constatées, le manque d'homogénéité et l'inconsistance des résultats avec la première étude. Les auteurs suggèrent que les modifications observées pourrait être liés à l'adhésion des sujets en regard des conceptions du praticiens. 
Cet article ne résiste donc pas aux critiques suivantes :
- les conditions d’utilisation de l’analyse statistique menée ne sont pas réunies ;
- la multitude de critères de jugement utilisés sans correction de l'inflation du risque α dans la procédure statistique est une limite considérable à l’interprétation des résultats ;
- à nouveau, il n’est pas précisé en quoi consiste la séance « simulée » de biokinergie, ce qui rend caduque toute conclusion, à plus forte raison sachant le thérapeute non en situation d'aveugle.

Compte tenu des biais et de l’hétérogénéité des résultats, aucune conclusion des études réalisées n'est possible. Les nombreuses indications alléguées de la biokinergie ne sont basées sur aucun corpus de preuves élaborées par le fondateur.